# Mécanique quantique relativiste
Pour les articles homonymes, voir Quantique.
 (mars 2025).
En physique théorique, la mécanique quantique relativiste est une théorie qui tente d’unifier les postulats de la mécanique quantique non-relativiste et le principe de relativité restreinte afin de décrire la dynamique quantique d'une particule relativiste.
Les équations d'ondes relativistes qui généralisent l'équation de Schrödinger sont :
- l'équation de Klein-Gordon, qui décrit une particule massive de spin 0 ;
- l'équation de Dirac, qui décrit une particule massive de spin 1/2.

L'interprétation des solutions de ces équations dans le cadre d'une théorie ne décrivant qu'une seule particule conduit à certaines incohérences, comme le paradoxe de Klein ou le « Zitterbewegung ». Pour cette raison, la mécanique quantique relativiste est aujourd'hui[Quand ?] abandonnée au profit de la théorie quantique des champs[réf. souhaitée].

### Ouvrages de référence
- James Bjorken & Sidney Drell ; Relativistic Quantum Mechanics, McGraw-Hill (1964),  (ISBN 0-07-005493-2).
- Albert Messiah, Mécanique quantique [détail des éditions]

### Bibliothèque virtuelle
- J.-Y. Ollitrault ; Mécanique quantique relativiste, DEA Champs, particules, matière et Magistère interuniversitaire de physique 2e année (1998-1999), pdf.
- Jean-Bernard Zuber ; Mécanique Quantique Relativiste, M2/CFP/Parcours de Physique Théorique (2005) :
- Alain Comtet ; Équation de Dirac (2004). pdf.

## Articles liés
- Mécanique quantique
- Relativité restreinte
- Équation de Klein-Gordon
- Équation de Dirac
- Théorie quantique des champs